# Karel Dobbelaere
Karel Dobbelaere (Nieuwpoort, 16 settembre 1933 – Heverlee, 21 ottobre 2024) è stato un sociologo belga.

## Biografia
Nato a Nieuwpoort, una città delle Fiandre, ha insegnato Sociologia generale e Sociologia delle religioni presso l'Università Cattolica di Lovanio. Ha ricoperto la carica di presidente della Società Internazionale di Sociologia delle Religioni. Nei suoi lavori si è occupato soprattutto dei fenomeni di secolarizzazione e dei rapporti con la società delle Chiese maggioritarie e dei nuovi movimenti religiosi. È stato membro della Royal Flemish Academy of Belgium for Sciences and Arts.

## Opere
- Secularization: an analysis at three levels, la University of Michigan, 2002[2].
- Soka Gakkai: from lay movement to religion, Signature Books, 2001
- A time to chant: the Sōka Gakkai Buddhists in Britain,Oxford University Press, 1994
- Secularization, rationalism, and sectarianism: essays in honour of Bryan R. Wilson, Clarendon Press, 1993
- Het volk-gods de mist in?: over de kerk in België, Acco 1988
- Towards a sociological definition of religion: papers pres. at the S.S.S.R ..., Katholieke universiteit, 1971